# Sun Village (Californie)
Sun Village est une census-designated place du comté de Los Angeles, dans l'État de Californie, aux États-Unis,. En 2020, elle compte une population de 12 345 habitants.